# 8 mm (programma televisivo)
8 mm è stato un programma televisivo italiano, andato in onda su Italia 1 dal 28 aprile 1995 fino al 1998, per quattro edizioni, ogni venerdì in seconda serata.

## Il programma
Il programma mandava in onda filmati amatoriali da tutto il mondo.
I filmati, secondo le intenzioni dell'autore del programma Gregorio Paolini, avevano lo scopo di Raccontare l'Italia che i video operatori professionali non riescono a documentare.

## Edizioni e conduttori
La trasmissione ha avuto tre edizioni in seconda serata, ed una in prima serata, denominata 8 mm - Prime Time, condotta da Alessia Marcuzzi e Paolo Brosio:
- 1995-1996: Paolo Calissano e Claudia Rossi, sostituita in seguito da Samantha De Grenet (prima edizione);
- 1996-1997: Sabrina Donadel e Paolo Calissano (seconda e terza edizione);
- 1997-1998: Alessia Marcuzzi e Paolo Brosio (quarta edizione, in prima serata).